# Wassermühle Ermlitz
Die Wassermühle von Ermlitz ist eine denkmalgeschützte Mühle im Ortsteil Ermlitz der Gemeinde Schkopau in Sachsen-Anhalt. Im örtlichen Denkmalverzeichnis ist die Mühle unter der Erfassungsnummer 094 20382 als Baudenkmal verzeichnet.
Bei der Wassermühle von Ermlitz handelt es sich um eine Mühle mit einer Hofanlage. Sie befindet sich in der Straße An der Mühle, deren Namensgeberin sie ist, südlich des Rittergutes von Ermlitz. Die Wassermühle steht heute an einem Teich; ehemals floss hier vor ihrem Ausbau die Weiße Elster entlang. Die Gebäude, die den Innenhof umstehen, entstammen verschiedener Jahrhunderte. Der Großteil der Gebäude stammt aus dem 19. und dem frühen 20. Jahrhundert. 1827 wurde die Wassermühle zwangsversteigert. Zu diesem Zeitpunkt bestand die Mühle aus einer Mahlmühle mit vier Gängen, einer Ölmühle mit zehn Paar Stampen und einer Schneidmühle. Ein halbes Hufe Ackerfläche gehörte ebenfalls zur Wassermühle.